# Pioneers of the West (film 1940)
Pioneers of the West è un film del 1940 diretto da Lester Orlebeck.
È un film western statunitense con Robert Livingston, Raymond Hatton e Duncan Renaldo. Fa parte della serie di 51 film western dei Three Mesquiteers, basati sui racconti di William Colt MacDonald e realizzati tra il 1936 e il 1943.

## Produzione
Il film, diretto da Lester Orlebeck su una sceneggiatura di Karen DeWolf, Gerald Geraghty e Jack Natteford (basata sui personaggi creati da William Colt MacDonald), fu prodotto da Harry Grey per la Republic Pictures e girato nell'Iverson Ranch a Chatsworth in California Il titolo di lavorazione fu Oklahoma Outlaws.

## Distribuzione
Il film fu distribuito negli Stati Uniti dal 12 marzo 1940 al cinema dalla Republic Pictures.

## Promozione
Le tagline sono:
- "The Three Mesquiteers Ride Again!".
- "LIGHTS! CAMERA! ACTION! follow the trail of the Mesquiteers! They're headin' into dangerous land!".
- "The 3 MESQUITEERS Ride Again! Looking for trouble and finding it in the heart of the old west!".